# Weinmannia devogelii
Weinmannia devogelii är en tvåhjärtbladig växtart som beskrevs av H.C. Hopkins. Weinmannia devogelii ingår i släktet Weinmannia och familjen Cunoniaceae. Inga underarter finns listade i Catalogue of Life.